# Gastón Poncet
Gastón Poncet, vollständiger Name Gastón Poncet Otero, (* 31. Juli 1991 in Cardona) ist ein uruguayischer Fußballspieler.

## Karriere
Der 1,87 Meter große Offensivakteur Poncet bestritt in der Clausura 2012 zwei Spiele in der Primera División für den Club Atlético Peñarol. Sodann schloss er sich im Rahmen einer Ausleihe dem Ligakonkurrenten Juventud an. In der Spielzeit 2012/13 kam er dort achtmal in der Liga zum Einsatz und erzielte einen Treffer. Anschließend zog er im August 2013 auf Leihbasis weiter zu Miramar Misiones. Im Januar 2014 wechselte er im Zuge eines weiteren Leihgeschäfts für ein Jahr nach Honduras zum von Memo Bernárdez trainierten Club Deportivo Platense. Dort bestritt er in der Saison 2013/14 zehn Erstligaspiele und in der Folgesaison 2014/15 drei weitere Ligapartien jeweils ohne persönlichen Torerfolg. Zum Jahresanfang 2015 kehrte er zu Peñarol zurück. Allerdings kam er in der Clausura 2015 nicht zum Einsatz und wurde auch nicht im Kader geführt. Ende Juli 2015 schloss er sich dem Zweitligisten Boston River an und trug dort mit einem Treffer bei sieben Ligaeinsätzen zum Erstligaaufstieg am Saisonende bei. In der Erstligasaison 2016 kam er siebenmal in der Liga (kein Tor) zum Einsatz.